# Derek Phillips
Derek Phillips (Miami, 18 april 1976) is een Amerikaans acteur.

## Biografie
Phillips haalde zijn bachelor of fine arts in acteren aan de Baylor University in Waco (Texas). Na het behalen van zijn diploma verhuisde hij naar New York en begon daar met zijn acteercarrière voor televisie en in het theater door het land.
Phillips begon in 2002 met acteren voor televisie in het televisieserie Guiding Light, waarna hij nog meerdere rollen speelde in televisieseries. Hij is vooral bekend van zijn rol als Billy Riggins in de televisieserie Friday Night Lights waar hij in 60 afleveringen speelde (2006-2011).

## Filmografie

### Films
Uitgezonderd korte films.
- 2024 Rift I Duhi - als Richard
- 2024 Lake George - als Cory
- 2022 The Anthrax Attacks - als agent Hayward
- 2021 Injustice - als Nightwing / Deadwing / Aquaman (stemmen)
- 2018 Rift I Duhi - als Richard
- 2018 Point Defiance - als Peter Allen
- 2016 Looking - als Jake
- 2016 Retake - als James
- 2013 Ritual - als de man
- 2013 The Jogger - als Paul
- 2013 42 - als Bobby Bragan
- 2013 Inside - als Grant Carter
- 2011 Betrayed at 17 - als rechercheur Morris
- 2011 Son of Morning - als Skyler
- 2006 Serum - als Eddie

### Televisieseries
Uitgezonderd eenmalige gastrollen.
- 2024 SEAL Team - als LCDR Kirkpatrick - 3 afl.
- 2020-2024 Blood of Zeus - als Heron - 16 afl.
- 2022-2023 NCIS: Hawaiʻi - als FBI ASAC Michael Curtis - 3 afl.
- 2022 The Terminal List - als SSA Stephen Ramsay - 2 afl.
- 2021 The Rookie - als Mack Daniels - 2 afl.
- 2021 Them - als brigadier Bull Wheatley - 4 afl.
- 2018 Shooter - als Earl Swagger - 7 afl.
- 2013-2017 Longmire - als Travis Murphy - 13 afl.
- 2015-2017 Agents of S.H.I.E.L.D. - als agent O'Brien - 4 afl.
- 2016 Game of Silence - als Boots - 3 afl.
- 2015 The Mentalist - als Stan Lisbon - 2 afl.
- 2014 Reckless - als Ronnie Porter - 2 afl.
- 2006-2011 Friday Night Lights - als Billy Riggins - 60 afl.
- 2010 Private Practice - als Eddie Lindy - 3 afl.
- 2007 Grey's Anatomy - als Dale - 2 afl.
- 2002 Guiding Light - als Keevan - 2 afl.

### Computerspellen
- 2024 Call of Duty: Black Ops 6 - als Raptor One
- 2024 Haunt Society's Nightmare Fuel - als blauwe skelet
- 2024 Concord - als Lennox
- 2023 Mortal Kombat 1 - als Reiko
- 2022 Call of Duty: Mobile - als Wade Jackson
- 2021 Call of Duty: Vanguard - als Wade Jackson
- 2020 Call of Duty: Black Ops Cold War - als Raptor One
- 2020 The Last of Us Part II - als Jerry
- 2016 The Walking Dead: Michonne - als Randall
- 2015 Rise of the Tomb Raider - als stem
- 2015 Fallout 4 - als Elder Maxson
- 2015 Battlefield Hardline - als stem
- 2015 Life Is Strange - als Mark Jefferson / Samuel / Zachary
- 2014 Murdered: Soul Suspect - als officier Scott / Kurt Wehlander
- 2013 The Last of Us - als stem
- 2013 Aliens: Colonial Marines - als kapelaan Christopher Winter
- 2012 Dishonored - als Treavor Pendleton

- Biblioteca Nacional de España: XX5098884
- International Standard Name Identifier: 0000 0001 2035 7857
- Library of Congress Control Number: no2015041921
- Virtual International Authority File: 164332046
- WorldCat: E39PBJm99D3VrXcjTBTPQWGyh3